# Pigeon violet
Columba janthina
Espèce
Statut de conservation UICN

 NT  : Quasi menacé
Le pigeon violet (Columba janthina) est une espèce d'oiseau appartenant à la famille des Columbidae.

## Description
Cet oiseau mesure 37 à 43 cm. Son plumage est essentiellement noir avec la calotte et le croupion pourpre métallique brillant. Le dos et la poitrine présentent des reflets métalliques vert pourpre. Le bec est bleu verdâtre. Les iris sont bruns et les pattes rouges.
Cette espèce ne possède pas de dimorphisme sexuel.

## Répartition et sous-espèces
Cet oiseau peuple les petites îles de l'est de la mer de Chine orientale : de l'archipel Nansei à Tsu-shima.
- C. s. janthina — îlots sud-coréens, Tsushima, archipel d'Izu, îles Ryūkyū et îlots de Taïwan ;
- C. s. nitens  — îles Bonin et Iwo ;
- C. s. stejnegeri — îles Yaeyama.

## Habitat
Le pigeon violet peuple les forêts denses subtropicales.

## Comportement
Cette espèce vit le plus souvent de manière solitaire.

## Nidification
Le nid est installé dans une cavité d'arbre ou dans la rochers. La ponte ne comporte qu'un seul œuf.

## Alimentation
Cet oiseau consomme des graines variées, des bourgeons et des fruits qu'il prélève directement sur les arbres.